# 32 Помона
32 Помона (лат. 32 Pomona) је астероид главног астероидног појаса са пречником од приближно 80,76 km.
Афел астероида је на удаљености од 2,801 астрономских јединица (АЈ) од Сунца, а перихел на 2,373 АЈ.
Ексцентрицитет орбите износи 0,082, инклинација (нагиб) орбите у односу на раван еклиптике 5,528 степени, а орбитални период износи 1520,200 дана (4,162 године).
Апсолутна магнитуда астероида је 7,56 а геометријски албедо 0,256.
Астероид је откривен 26. октобра 1854. године.